# 三木金物卸商業団地協同組合
三木金物卸商業団地協同組合（みきかなものおろししょうぎょうだんちきょうどうくみあい）は、三木市において、金物類等を商う事業者によって組織された協同組合である。

## 沿革
- 1976 昭和51年 9月（協）「三木金物卸センター」創立総会
- 1978 昭和53年 4月 造成工事に着手
- 1978 昭和53年10月 組合名を「三木金物卸商業団地（協）」と改める。
- 1978 昭和54年 7月 第1期8社（久米金物、藤本産商、小谷亮之助商店、中島辰二商店、飯島金物、梶幾商店、富士商会（現・水空間）、三和刃物）合同起工式
- 1987 昭和62年 7月 組合会館起工式

## 所在地
- 〒673-0404 兵庫県三木市大村63-13

## 組織
- 理事長・福理事・理事・監事など（現理事長は吉野裕基（三枝ツールズ））